# C/1684 N1
C/1684 N1 è una cometa non periodica la cui orbita è mal conosciuta in quanto è stata calcolata sulla base del breve arco temporale di sedici giorni durante il quale è stata osservata.

## Scoperta
Le comete che venivano scoperte nel XVII secolo non venivano chiamate con il nome dei loro scopritori né con sigle, ma solo con l'anno e nei rari casi di più scoperte nello stesso anno anche con il numero ordinale della scoperta. Per questo motivo la C/1684 N1 non porta il nome dello scopritore, l'astronomo italiano Francesco Bianchini. Bianchini non solo è lo scopritore della cometa, ma anche l'unico ad averla osservata, fatto raro nell'astronomia degli ultimi secoli, ma nel Atlas Coelestis realizzato da Johann Gabriel Doppelmayr nel 1742 la cometa è indicata come osservata da Bianchini e da Giovanni Giustino Ciampini.

## Possibile sciame meteorico
Sulla base degli elementi orbitali calcolati la cometa potrebbe avere dato origine in passato a uno sciame meteorico centrato tra il 24 e il 25 giugno e con un radiante situato nella parte meridionale della costellazione dell'Eridano, alle coordinate celesti 2 H 14 M, -50,1°, nelle immediate vicinanze di Phi Eridani e a circa 8,5° da Alfa Eridani, più nota come Achernar: la velocità geocentrica delle sue meteore sarebbe stata di 31,8 km/s.